# Can Nadal (Caldes d'Estrac)
Can Nadal, antigament Can Gili, és un xalet remodelat a partir d'una antiga masia, a la vila de Caldes d'Estrac (el Maresme). Originària del segle xvi, coneguda amb el nom de Can Gili, remodelada amb elements del classicisme noucentista, segons el projecte de l'arquitecte Francesc Nebot el 1910.

## Arquitectura
Edifici gran de planta baixa i dos pisos, coberta a dues aigües i coronament amb pedra fent forma arrodonida. Està aixecat del desnivell del carrer mitjançant murs de contenció de pedra. La façana té esgrafiats en bon estat de conservació. Té un porxo i una terrassa, així com un gran pati a la part del davant. Fa cantonada.

## Història
L'antiga masia baixmedieval coneguda amb el nom de Can Gili fou totalment reformada a principis del segle XX a la manera noucentista per a residència de Ramon Massot.
L'any 1949 els religiosos maristes hi posaren un seminari, i a més realitzaren tasques de catequesi d'infants, cinema i teatre, dirigit pel popular pare Melitón. Amb la marxa dels pares maristes a Malgrat de Mar, l'any 1962 passà a ser escola parroquial gràcies a la iniciativa d'un grup de pares de la vila que demanaren un crèdit a La Caixa, i també es convertí en centre d'esplai vinculat a l'església.
Finalment l'any 1989 la Fundació Buchaca comprà l'edifici i el convertí en residència d'avis.